# Beraeamyia matsakii
Beraeamyia matsakii är en nattsländeart som beskrevs av Malicky 1980. Beraeamyia matsakii ingår i släktet Beraeamyia och familjen sandrörsnattsländor. Inga underarter finns listade i Catalogue of Life.